# جورج تورنر (دراج)
جورج تورنر هو دراج كندي، (و. 1913 – 1965 م).

## وصلات خارجية
- جورج تورنر على موقع إحصائيات الدراجات الإحترافية (الإنجليزية)
- جورج تورنر على موقع أوليمبيديا (الإنجليزية)